# توطئه اورانیوم
توطئه اورانیوم (عبری: Kesher Ha'Uranium) یک فیلم اکشن آلمانی-ایتالیایی-اسرائیلی است که در سال ۱۹۷۸ منتشر شد. این فیلم را جانفرانکو بالدانلو و مناهم گولان به‌طور مشترک کارگردانی کرده‌اند.

## گزیدهٔ بازیگران
- فابیو تستی
- ژانت اوگرن
- عاصی دایان
- زیگفرید راوش
- اودد کوتلر
- جانی ریتسو
- هربرت فوکس